# Ojiya
Ojiya (jap. 小千谷市 Ojiya-shi) – miasto w Japonii w prefekturze Niigata, na wyspie Honsiu, nad rzeką Shinano.

## Położenie
Miasto leży w środkowej części prefektury nad  rzeką Shinano. Miasto graniczy z:
- Nagaoka
- Uonuma
- Tōkamachi

## Historia
Miasto utworzono 10 marca 1954 roku.

## Transport
W mieście znajduje się stacja kolejowa Ojiya.